# Парогазова установка
Парогазова установка (англ. Combined Cycle Gas Turbine, CCGT) — частина електрогенеруючої станції (ТЕС, ТЕЦ, ГРЕС), що служить для виробництва електроенергії.

## Принцип дії і пристрій

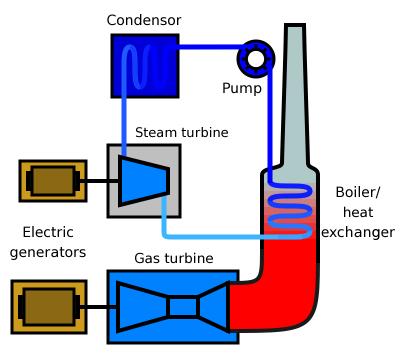
Схема роботи парогазової установки, електрика одержується двічі — за допомогою газової, а потім парової турбіни.

Парогазова установка містить два окремих двигуна: паросиловий і газотурбінний. У газотурбінній установці турбіну обертають газоподібні продукти згоряння палива. Паливом може служити як природний газ, і продукти нафтової промисловості (дизельне паливо). На одному валу з турбіною знаходиться електрогенератор, який за рахунок обертання ротора виробляє електричний струм. Проходячи через газову турбіну, продукти згоряння віддають лише частину своєї енергії і на виході з неї, коли їх тиск вже близько до атмосферного і робота не може бути ними виконана, все ще мають високу температуру. З виходу газової турбіни продукти згоряння потрапляють у паросилову установку, в котел-утилізатор, де нагрівають воду і утворюється водяна пара. Температура продуктів згоряння достатня для того, щоб довести пару до стану, необхідного для використання в паровій турбіні (температура димових газів близько 500 °C дозволяє отримувати перегріту пару при тиску близько 100 атмосфер. Парова турбіна приводить в дію другий електрогенератор (схема multi-shaft).
Широко поширені парогазові установки, у яких парова та газова турбіни знаходяться на одному валу, у цьому випадку використовується тільки один, найчастіше двопривідний генератор (схема single-shaft). Така установка не може працювати в газовому режимі (з непрацюючим паровим контуром), так як парова турбіна не може обертатися без пари (потрібна пара на холостому ходу, для охолодження). Також часто пара з двох блоків ГТУ-котел-утилізатор направляється в одну загальну паросилову установку (дуплексна схема).
Іноді парогазові установки створюють з урахуванням існуючих старих паросилових установок (схема topping). У цьому випадку гази, що йдуть, з нової газової турбіни скидаються в існуючий паровий котел, який відповідним чином модернізується. ККД таких установок, як правило, нижче, ніж у нових парогазових установок, спроектованих та побудованих «з нуля».
На установках невеликої потужності поршнева парова машина зазвичай ефективніше, ніж лопаткова радіальна або осьова парова турбіна, і є пропозиція застосовувати сучасні поршневі парові двигуни у складі ПГУ.

## Переваги
- Парогазові установки дозволяють досягти електричного ККД понад 60 %. Для порівняння, у працюючих окремо паросилових установок ККД зазвичай знаходиться в межах 33-45 %, для газотурбінних установок-в діапазоні 28-42 %
- Низька вартість одиниці встановленої потужності
- Парогазові установки споживають істотно менше води на одиницю електроенергії, що виробляється в порівнянні з паросиловими установками
- Короткі терміни зведення (9-12 міс.)
- Немає необхідності в постійному підвезенні палива залізничним або морським транспортом
- Компактні розміри дозволяють зводити безпосередньо у споживача (заводу або всередині міста), що скорочує витрати на ЛЕП та транспортування ел. енергії
- Більш екологічно чисті в порівнянні з паротурбінними установками

## Недоліки ПГУ
- Необхідність здійснювати фільтрацію повітря, що використовується для спалювання палива.
- Обмеження на типи палива, що використовується. Як правило, як основне паливо використовується природний газ, а резервного — дизельне паливо. Застосування вугілля як паливо можливе лише в установках із внутрішньоцикловою газифікацією вугілля, що сильно здорожує будівництво таких електростанцій. Звідси випливає необхідність будівництва недешевих комунікацій транспортування палива — трубопроводів.
- Сезонні обмеження потужності. Максимальна продуктивність у зимовий час.